# 燃えよ
「燃えよ」（もえよ、英語: MO-EH-YO (Ignite)）は、日本のシンガーソングライター・藤井風の7作目の配信限定シングル。2021年9月4日にHEHN RECORDS / ユニバーサルミュージックより発売された。

## 概要
本楽曲は、2021年9月4日にYouTubeおよびFM802『SATURDAY AMUSIC ISLANDS AFTERNOON EDITION』で生中継された「Fujii Kaze "Free" Live 2021 at NISSAN stadium」にて初披露され、同日に配信が開始された。本公演の特設サイトには、歌詞が先行公開されていた。
10月24日、民放テレビ5局にて、Google Pixelとのコラボプロジェクト「#じぶんらしく燃えよ」のテレビCM『STEP CM』が放送された。本CMは8ch、7ch、6ch、5ch、4chとチャンネルを切り替え、5局で流れる30秒の映像を連続して視聴することでストーリーがつながるという内容で、関東で放送された。
本CMの放送後、ミュージックビデオが公式YouTubeチャンネルにてプレミア公開された。ミュージックビデオは、関和亮が監督を務め、全編Google Pixel 6で撮影された。ダンスの振付は「きらり」と同じく川本アレクサンダーが担当した。
12月31日、東京国際フォーラムで行われた『第72回NHK紅白歌合戦』において、本楽曲がサプライズ披露された。
10月から11月にかけて開催された「Fujii Kaze "HELP EVER ARENA TOUR"」うち、ファイナル・国立代々木競技場第一体育館公演で披露された本楽曲のライブ映像が、2022年2月10日に公式YouTubeチャンネルでプレミア公開された。

## 評価と批評
- 藤井は、本楽曲が初披露された「Fujii Kaze "Free" Live 2021 at NISSAN stadium」において、「この曲はちょっとダサいくらいまっすぐな曲」「わしが無気力とか落ち込んだように感じとる時に、こんぐらいまっすぐで力強い曲があってもいいんじゃないかなと思って、わしが必要としていたような曲です」と紹介した[12]。

- 「ROCKIN'ON JAPAN」の杉浦美恵は「絶妙な転調が表す心の動き、どんどん熱くなるパーカッシブなビート、閉じた心を強引にこじ開けてくれるような言葉にならない解放感。本当に、私たちが今必要としていたのも、こんなまっすぐな歌だ」と評価[12]。

- リアルサウンドの荻原梓は「サウンドは力強く、サビで〈燃えよ〉〈もうええよ〉と繰り返すメロディも印象的」「自身の楽曲『もうええわ』をもじったような遊び心もさることながら、（中略）聴き手の心を奮い立たせる応援歌として彼のディスコグラフィのなかでも異彩を放っている」と評価。また、ミュージックビデオについては、そのクオリティの高さを評価している[13]。

## チャート成績
本楽曲は、2021年9月8日公開（集計期間：2021年8月30日 - 9月5日）のBillboard JAPANチャート「Download Songs」にて、週末2日間の集計のみで2位（10,058DL）に初登場した。翌週はストリーミングチャート「Streaming Songs」で69位に初登場し、ダウンロードで7位に順位を落とすも、総合チャート「Hot 100」では、前週68位から大きくジャンプアップし、第19位をマークした。

## テレビ披露
| 出演日         | 番組名              | 放送局  |
| -------------- | ------------------- | ------- |
| 2021年12月31日 | 第72回NHK紅白歌合戦 | NHK総合 |